# Wolfgang III. Stockhammer
Wolfgang Stockhammer OSB (* 6. Juni 1842 in Dorfbeuern, Salzburg; † 4. März 1921 ebenda) war ein österreichischer Priester und Abt der Benediktinerabtei Michaelbeuern.

## Leben
Ignatz Stockhammer wurde als Sohn eines Bäckermeisters in Dorfbeuern im Salzburger Flachgau geboren, besuchte die Grundschule in der Abtei Michaelbeuern und das Akademische Gymnasium in Salzburg. 1864 erhielt er von Abt Nikolaus Talhammer in die Benediktinerabtei Michaelbeuern den Habit und den Ordensnamen Wolfgang. 1868 legte er die feierliche Profess ab und wurde noch im gleichen Jahr zum Priester geweiht.
Nach verschiedenen Seelsorgsstationenen wurde er 1893 Pfarrer und Prior in Salzburg Mülln.
Nach dem Tod von Friedrich Königsberger wurde Stockhammer am 17. Mai 1905 zum Abt gewählt. Am 28. Mai 1905 benedizierte ihn der Salzburger Fürsterzbischof Johann Baptist Kardinal Katschthaler. In seiner Amtszeit vermehrte er vor allem die von der Abtei Michaelbeuern betreuten Pfarren. Seine bedeutendste Pfarrgründung ist die Salzburger Stadtpfarre Maxglan, die 1906 der Abtei inkorporiert wurde.
1918 feierte Abt Wolfgang sein damals seltenes goldenes Priesterjubiläum. Schon ein Jahr später resignierte er aufgrund einer mittlerweile vollständigen Erblindung auf die Abtei und verstarb am 4. März 1921. Sein Grab befindet sich in der Äbtegruft der Abtei Michaelbeuern.

## Auszeichnungen
- Erzbischöflicher Geistlicher Rat
- Ritter des Ordens der Eisernen Krone 3. Klasse